# Renate E. Meyer
Renate Elisabeth Meyer (* 1963) ist seit 2010 Universitäts-Professorin für Public Management and Governance an der Wirtschaftsuniversität Wien und Autorin von mehreren Büchern, zahlreichen Artikeln und Beiträgen zur Fachliteratur. Meyer leitet seit 2005 das Institut für Public Management and Governance sowie seit 2010 das Forschungsinstitut für Urban Management and Governance. Seit 2009 unterrichtet sie in einer Gastprofessur an der Copenhagen Business School.
Neben ihren Pflichten in der Forschung und Lehre leitet Meyer seit dem 1. Juli 2011 die European Group for Organizational Studies (EGOS).

## Karriere
Nach ihrem Diplom 1989 (Mag. rer. soc. oec.) übernahm Meyer eine Assistenzstelle an der WU Wien (1991–98), unterbrochen von Auslandsaufenthalten an der McGill University (Montreal) und der University of Technology, Sydney. 1995 wurde ihr die Doktorwürde mit Auszeichnung verliehen (Dr. rer. soc. oec.). 1998 bis 2003 hielt Renate Meyer eine Gastprofessur an der WU Wien am Institute for Public Management. 2004 erhielt sie ihre Lehrberechtigung (venia docendi). Zwischen 2007 und 2008 hielt sie noch kurze Gastprofessuren an der Curtain Business School in Perth und der Stanford University.

## Forschungsinteressen
Renate Meyer forscht im Bereich der neoinstitutionalistischen Organisationstheorie, untersucht die Wirkung globaler Managementtheorie auf lokalen Kontext, befasst sich mit der Messung von individueller und organisatorischer Performance im Rahmen der Europäischen Unionen und untersucht insbesondere das New Public Management. Im Rahmen dieser Tätigkeiten verwendet sie Methoden der Betriebswirtschaftslehre, des Controllings und der Organisationsforschung. Im Rahmen dieser Forschungen  befasst sich Meyer mit modernem Stadtmanagement und den Herausforderungen, die auf Städte durch Veränderungen des politischen und sozialen Umfelds, der Technologie und der wirtschaftlichen Umwelt (STEP-Analyse) zukommen.

## Bibliografie
- Peter Walgenbach, Renate Meyer (2008) Neoinstitutionalistische Organisationstheorie Stuttgart: Kohlhammer.
- Christoph Demmke, Gerhard Hammerschmid, Renate Meyer (2008) Measuring Individual and Organisational Performance in the Public Services of EU Member States; Maastricht: EIPA, European Institute of Public Administration.
- Christoph Demmke, Gerhard Hammerschmid, Renate Meyer (2007) Dezentralisierung und Verantwortlichkeit als Schwerpunkt der öffentlichen Verwaltung: Herausforderungen und Folgen für das Personal-Management; Maastricht: EIPA, European Institute of Public Administration
- Christoph Demmke, Gerhard Hammerschmid, Renate Meyer (2006) Decentralisation and accountability as a focus of Public Administration Modernisation: Challenges and consequences for Human Resource Management; Maastricht: EIPA, European Institute of Public Administration.
- Renate Meyer (2004) Globale Managementkonzepte und lokaler Kontext - Organisationale Wertorientierung im österreichischen öffentlichen Diskurs Wien: WUV.
- Renate Meyer (1996) Die Konstruktion der Umwelt von Organisationen; Wien: Facultas.